# كأس تيكمو: لعبة كرة القدم
كأس تيكمو :لعبة كرة القدم (بالإنجليزية: Tecmo Cup Soccer Game)‏ ، هي لعبة كرة القدم وتقمص الأدوار ، أنتجت من قبل شركة تيكمو عام 1992م باللغة الإنجليزية ، وكانت لعبة كابتن تسوباسا قد سبق وأن أصدرت اللعبة الحصرية باللغة اليابانية عام 1988م.

## قصة اللعبة
يسعى الكابتن روبرت أن يحقق كأس البطولة ، وهو يستعد لحمل شارة القيادة للعب لبطولة كأس تيكمو لينافس المنتخبات الأخرى.